# Sium ninsi
Sium ninsi là một loài thực vật có hoa trong họ Hoa tán. Loài này được Thunb. miêu tả khoa học đầu tiên năm 1784.